# Вељко Кораћ
Вељко Кораћ (Дебело Брдо код Коренице, 1914 — Београд, 1991) је југословенски филозоф, марксист.

## Биографија
Дипломирао је филозофију на Филозофском факултету у Загребу (1937), а студирао је филозофију и у Прагу (1938–1939). До Другог светског рата радио је као новинар у служби Министарства за социјалну политику. Био је учесник НОБ-а (1941–1945) и члан војне мисије НОВЈ у Лондону (1944). Након рата био је помоћник министра савезне владе и потпредседник Комитета за радио-дифузију владе ФНРЈ (1946–1950). На сопствену жељу, напустио је политичке функције и од 1950. постао предавач Историје филозофије (првенствено немачке класичне филозофије) на Филозофском факултету у Београду, где је 1952. одбранио докторску дисертацију Наука о друштву код класика марксизма. За ванредног професора је изабран 1957. а за редовног 1963. године. Предавао је и Историју социјалних теорија на групи за социологију. Био је на студијским боравцима у Паризу (1958–1959), Варшави (1961), САД (1962–1963. и 1968) и у Енглеској и Француској (1968). Боравио је и предавао на Мичигенском и Колумбија универзитету. Имао је саопштења на Светском филозофском конгресу у Венецији (1958) и у Мексико Ситију (1963). Био је први уредник Југословенског часописа за филозофију и социологију (1957–1959) и часописа Филозофија (до 1962). Заслужан је што је матична Катедра за социологију основана на Филозофском факултету (1959). Пензионисан је 1982.
Проф. Вељко Кораћ био је на месту директора музеја Николе Тесле од његовог оснивања 1952. па све до 1982. године.
Његов син је Жарко Кораћ.

### Филозофске студије
- Маркс и савремена социологија, дисертација, 1962, 1968, 1976.
- Комунистичке и социјалистичке утопије од почетка модерне епохе до појаве научног социјализма, 1962.
- Историја социјалних и политичких учења, 1962.
- Историја филозофије, уџбеник, с Миладином Животићем и Бранком Павловићем, 1970.
- Марксово схватање човека, историје и друштва, 1971, 1976, 1982, 1987.
- Филозофија и њена историја, 1978.
- Историја друштвених теорија, 1990.
- Зборник Филозофског факултета, Б-XV, Библиографија Вељка Кораћа, 1988. Филозофски факултет, Београд, 21-28.